# محمد عمر حبيب
محمد عمر حبيب (بالصومالية: Maxamed Cumar Xabeeb)‏ المعروف باسم محمد طيري (توفي في 15 نوفمبر 2012) زعيم فصيل صومالي مقره في مدينة جوهر، ينحدر من عشيرة أبغال إحدى قبائل الهوية، وكان له تأثير كبير على الأجزاء الشمالية من العاصمة مقديشو حيث كان يسيطر على ميليشيا قوامها حوالي 400 رجل. 
شغل منصب قائد مجلس المصالحة والإصلاح الصومالي (SRRC) في الفترة ما بين 2001 و 2004 وقاد التحالف من أجل استعادة السلام ومكافحة الإرهاب (ARPCT) في عام 2006. في أوائل مايو 2007 عينته الحكومة الاتحادية الانتقالية عمدة للعاصمة مقديشو ومحافظا لبنادر وشغل المنصب حتى يوليو 2008.

## القتال ضد الحكومة الوطنية الانتقالية
في يونيو 2002 كان محمد طيري عضوًا في البرلمان الذي تم تشكيله في عرته في جيبوتي، إلا أنه بعد دخول مسؤولي الحكومة الصومالية إلى العاصمة مقديشو اختلف محمد طيري مع مسؤلي الحكومة ا دفعه إلى محاربة الحكومة الوطنية الانتقالية (TNG). حيث كان عضوًا في مجلس المصالحة والإصلاح الصومالي المنافس. 

## القتال ضد اتحاد المحاكم الإسلامية
في عام 2006 انضم محمد طيري إلى التحالف من أجل استعادة السلام ومكافحة الإرهاب (ARPCT)، المدعوم من قبل وكالة المخابرات المركزية الأمريكية والتي ضمت أمراء الحرب ورجال الأعمال في مقديشو المعارضين للنفوذ المتزايد لاتحاد المحاكم الإسلامية (ICU).  وأدى ذلك إلى نشوب معركة مقديشو الثانية والتي نتج عنها طرد التحالف الذي كان على رأسه محمد طيري من العاصمة في يونيو 2006 وسيطرة المحاكم على العاصمة بشكل كامل، في 14 يونيو هرب محمد طيري من قاعدته في جوهر إلى إثيوبيا بعد معركة استمرت ساعتين مع المحاكم الإسلامية.
في أواخر عام 2006 وبدعم من القوات الإثيوبية حاربت العديد من الفصائل الصومالية اتحاد المحاكم الإسلامية وكان محمد طيري أحد قادة الألوية في الحرب ضد المحاكم الإسلامية، وشمل الدعم الإثيوبي طائرات ميغ مقاتلة والدبابات على الأرض، وتقدمت قوات محمد طيري خلال معركتي بلدوين وجوهر قبل سقوط مقديشو في أواخر عام 2006.

## إقالته من منصب عمدة العاصمة
أقال رئيس الوزراء نور حسن حسين محمد طيري من منصبه كرئيس للبلدية في 30 يوليو 2008 متهماً إياه بعدم الكفاءة والاختلاس من خزينة الدولة والعصيان وإساءة استخدام السلطة، وبحسب رئيس الوزراء عدي، فإن قراره كان مدعوماً من قبل سكان مقديشو ورؤساء العشائر في المدينة، إلا أن طيري رفض الإقالة مشترطا موافقة الرئيس عبد الله يوسف على الإقالة ليمتثل لها، مدعيا أنه حصل على دعم الرئيس للبقاء في منصبه، وأشارت تقارير إلى أن الرئيس عبد الله يوسف ألغى قرار إقالته في 31 يوليو، واعتبر محللون أن إقالة محمد طيري كانت أحد أسباب الخلاف بين الرئيس عبد الله يوسف ورئيس وزرائه نور عدي واستقالة عشرة وزراء حكومة نور عدي في 2 أغسطس 2008 وأدى في نهاية الأمر إلى استقالة الرئيس عبد الله يوسف أحمد في 29 ديسمبر 2008 

## الاعتقال
في 18 فبراير 2011 اعتقل محمد عمر حبيب (طيري) مع علي نور محمد بتهمة إطلاق النار في مسيرة سلام في العاصمة مقديشو.  وأطلق سراحه بعدها بفترة وجيزة.

## وفاته
في 15 نوفمبر 2012 توفي محمد عمر حبيب (طيري) في مقديشو بعد صراع المرض.